# Centro Internacional de Convenciones de Osaka
Intex Osaka ( インテックス大阪 Intekkusu Osaka), oficialmente conocido como el Centro Internacional de Convenciones de Osaka ( 大阪国際見本市会場 Osaka kokusai mihon-ichi Kaijo), es un centro de conferencias y exposiciones situado en Suminoe-ku, Osaka, Japón. El centro está ubicado en la Zona de Creación y Transmisión de Información del Distrito Comercial Cosmosquare en la Isla Sakishima, un distrito comercial y de negocios en el área de la Bahía de Osaka .
Con 72.978 metros cuadrados de espacio de exposición, es la tercera estructura nacional, detrás de Tokyo Big Sight y Makuhari Messe , en términos de espacio total de exposición. La abreviatura "Intex" significa "Centro Internacional de Convenciones".

## Principales eventos
- Osaka Auto Messe
- Salón del automóvil de Osaka
- Party Pokémon
- Dōjinshi Sokubaikai

## Otros proyectos
- Wikimedia Commons alberga una categoría multimedia sobre Centro Internacional de Convenciones de Osaka.